# Hesperocyon
Hesperocyon es un género extinto de la familia de los cánidos y la subfamilia Hesperocyoninae, que era endémica en América del Norte durante el Eoceno medio y principios del Oligoceno (42,5-31 Ma), existiendo durante aproximadamente 11.5 millones de años.

## Taxonomía
Hesperocyon fue asignado a Borophagini por Wang et al. en 1999 y fue el primero de los cánidos en evolucionar después de que Caniformia y Feliformia se separaran hace unos 42 millones de años. La evidencia fósil prueba la existencia de Hesperocyon gregarius al menos hace 37 millones de años, pero los datos más antiguos de Hesperocyon han sido fechados en 39,74 millones de años.
La subfamilia Hesperocyoninae probablemente surgió a partir de este género, para convertirse en la primera de las tres subfamilias de cánidos: Hesperocyoninae, Borophaginae y Caninae (que llevó a los cánidos actuales). Por lo menos veintiocho especies conocidas de Hesperocyoninae evolucionaron a partir de Hesperocyon, incluyendo Ectopocynus (32-19 millones de años), Osbornodon (32-18 millones de años), Paraenhydrocyon (20-25 millones de años), y Mesocyon-Enhydrocyon (31-15 millones de años).

## Morfología

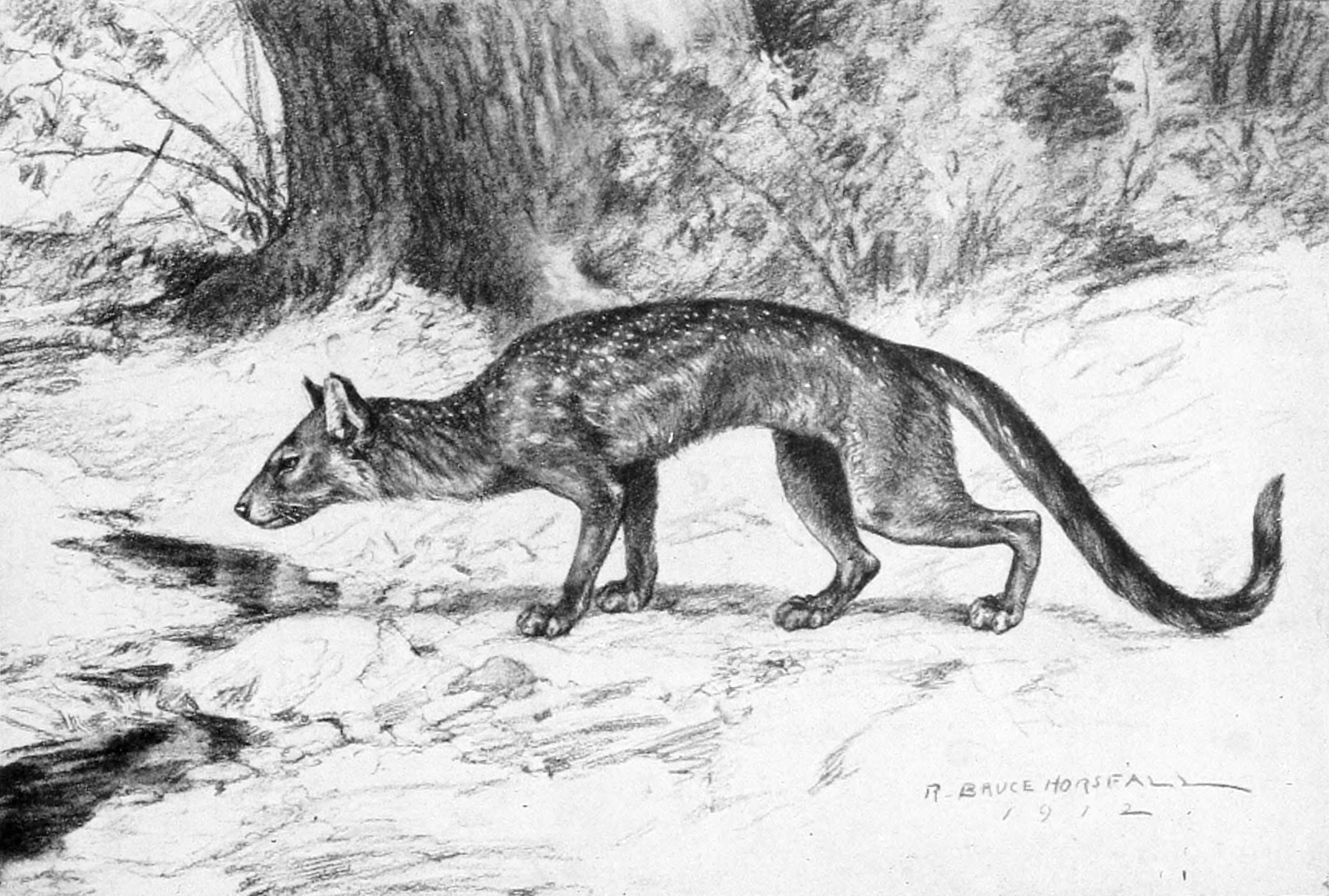
Recreación de Hesperocyon gregarius

Este cánido primitivo, con 80 cm de largo, se parecía más a una gineta o un mapache pequeño que a un cánido. Su cuerpo y su cola eran largos y flexibles, mientras que sus miembros eran débiles y cortos. Sin embargo, su constitución ósea y la distribución de sus dientes muestran que era un cánido. A pesar de que con toda seguridad se alimentaba de carne, cabe la posibilidad de que fuera omnívoro (a diferencia de Borophaginae que eran carnívoros estrictos).

## Registro fósil
La evidencia fósil más antigua fue hallada en Saskatchewan, que data de 42,5 millones de años. El fósil más reciente fue recuperado en el Condado de Goshen, Wyoming, que data de principios del Oligoceno (31 millones de años).